# Frederico Fregoso
Federico Fregoso (Gênova, 1480 – Gubbio, 22 de julho de 1541), foi um nobre italiano, general, bispo de Gubbio, arcebispo de Salerno e Cardeal da Igreja Católica. foi criado cardeal no consistório de 19 de dezembro de 1539 pelo papa Paulo III. Participou dos trabalhos de elaboração do Concilium de emendanda Ecclesia.